# Lepkość cen
Lepkość cen (sztywność cen) – powszechne zjawisko polegające na opóźnionym dostosowywaniu się cen do sił podaży i popytu; przykład niedoskonałości rynku.
Niedostosowanie cen może być spowodowane kosztami zmiany cen (tzw. menu costs), ich bryłowatością, brakiem informacji, w tym iluzją pieniądza, oraz kosztem ich uzyskania (np. trudność w ustaleniu optymalnej ceny kolejnej godziny pracy pracownika, skutkująca stałą stawką), a także innymi sztywnościami w gospodarce wywołanymi wprost przez rozmaite instytucje (zwyczaj, zawarte z wyprzedzeniem umowy, ceny regulowane, zniechęcające do zmian cen prawo, negocjowane ze związkami zawodowymi i pracodawcami układy zbiorowe itp.).
W sytuacji niedostosowania cen obrót dobrem, którego cena jest lepka, jest niższy od optymalnego (maksymalnego). Powstaje wówczas strata w ujęciu ekonomicznym.
Sztywność cen dotyczy dowolnych dóbr: tak towarów i usług, jak płac, kapitału czy wiedzy.
Jest w funkcjonujących gospodarkach zjawiskiem powszechnym, choć poszczególne rynki mogą się istotnie różnić skalą lepkości.